# Ophiorrhiziphyllon poilanei
Ophiorrhiziphyllon poilanei är en akantusväxtart som beskrevs av Raymond Benoist. Ophiorrhiziphyllon poilanei ingår i släktet Ophiorrhiziphyllon och familjen akantusväxter. Inga underarter finns listade i Catalogue of Life.